# Nathan Fine
Nathan Jacob Fine (Filadélfia, 22 de outubro de 1916 – Deerfield Beach, 18 de novembro de 1994) foi um matemático estadunidense.
Nathan Fine aposentou-se em 1978 como professor da Universidade Estadual da Pensilvânia. Também foi professor da Universidade da Pensilvânia e da Universidade Cornell. Por breve período (1946 – 1947) trabalhou no Operations Evaluation Group, afiliado ao Instituto de Tecnologia de Massachusetts.
Nathan Fine obteve um doutorado em 1946 na Universidade da Pensilvânia, orientado por Antoni Zygmund.
Escreveu o livro Basic Hypergeometric Series and Applications ISBN 0-8218-1524-5.
Foi palestrante do Congresso Internacional de Matemáticos em Massachusetts (1950).